# Чемпионат мира по трековым велогонкам 1939
Чемпионат мира по трековым велогонкам 1939 года проходил с 26 августа по 3 сентября в Милане (Италия). Соревнования должны были проходить в спринте и гонке за лидером среди профессионалов и в спринте среди любителей. Однако из-за начала Второй мировой войны состоялся лишь спринт среди любителей и финал за третье место в спринте среди профессионалов.

## Медалисты
Профессионалы
| Дисциплина | Золото             | Серебро            | Бронза         |
| Спринт     | финал не состоялся | финал не состоялся | Альберт Рихтер |

Любители
| Дисциплина | Золото     | Серебро        | Бронза         |
| Спринт     | Ян Дерксен | Итало Астольфи | Герхард Пуранн |